# Фернандо Овелар
Фернандо Фабијан Овелар Мартинез (шп. Fernando Fabián Ovelar Martínez; Асунсион, 6. јануара 2004) парагвајски је фудбалер, који тренутно наступа за Серо Портењо. Висок је 170 центиметара и игра у нападу, а боље се сналази левом ногом.

## Каријера
Почетком октобра 2018, након праћења пионирске селекције тог клуба, тренер првог тима фудбалског клуба Сера Портења, Фернандо Хуверо, прикључио је Фернанда Овелара тренинзима своје екипе, који је у том тренутку постао њен најмлађи члан. Дана 28, истог месеца, Овелар је забележио свој први наступ за сениорски тим. Он је утакмицу 16. кола Прве лиге Парагваја започео у стартној постави своје екипе, а играо је до 59. минута утакмице против Другог фебруара, када га је на терену заменио Хорхе Бенитез. Тиме је постао други најмлађи дебитант у парагвајском фудбалу, иза Кевина Переире, који је за екипу Депортива Капијате исте сезоне наступио у Купу Парагваја са 14 година, 7 месеци и 21 даном, док је Овелар први сениорски наступ уписао са 14 година, 9 месеци и 22 дана старости. Недељу дана по свом дебитантском наступу, Овелар је одиграо свој први Суперкласико, против Олимпије, на ком је постао најмлађи стрелац у историји Прве лиге Парагваја. Овелар је постигао први погодак на том сусрету, у 16. минуту, док је терен напустио у 59. Коначан резултат на крају утакмице био је 2ː2. Поред рекорда који је поставио у домаћем шампионату, Овелар је према незваничним статистикама постао други најмлађи стрелац у историји клупског фудбала, иза Армена Газаријана, који држи европски рекорд са 14 година и 215 дана. Такође, Овелар је у неким изворима наведен као трећи најмлађи голгетер уопште, укључујући клупска и репрезентативна такмичења. Своју прву утакмицу за клуб у 2019. години, Овелар је одиграо у дербију против Олимпије, 20. априла, када је замењен након првих пола часа игре.

## Статистика

#### Клупска
| Клуб         | Сезона | Лига                | Лига    | Лига   | Национални куп | Национални куп | Континентално | Континентално | Остало  | Остало | Укупно  | Укупно |
| Клуб         | Сезона | Дивизија            | Наступа | Голова | Наступа        | Голова         | Наступа       | Голова        | Наступа | Голова | Наступа | Голова |
| ------------ | ------ | ------------------- | ------- | ------ | -------------- | -------------- | ------------- | ------------- | ------- | ------ | ------- | ------ |
| Серо Портењо | 2018.  | Прва лига Парагваја | 7       | 1      | 0              | 0              | —             | —             | —       | —      | 7       | 1      |
| Серо Портењо | 2019.  | Прва лига Парагваја | 2       | 0      | 0              | 0              | 0             | 0             | —       | —      | 2       | 0      |
| Серо Портењо | Укупно | Укупно              | 9       | 1      | 0              | 0              | 0             | 0             | —       | —      | 9       | 1      |

- Ажурирано 30. јула 2019. године.[1]

## Приватно
Фернандов деда, Џеронимо Овелар, такође се професионално бавио фудбалом и наступао за екипу Сера Портења. Он је био члан националног тима Парагваја током 70-их и 80-их година XX века, са којим је освојио златну медаљу на такмичењу Копа Америка, 1979.